# Испанский стыд
Испа́нский стыд (также эмпати́ческое смуще́ние, сопу́тствующее смуще́ние, замести́тельное смуще́ние, скры́тое замеша́тельство, ко́свенное замеша́тельство, кринж и др.) — чувство смущения от наблюдения за смущающими действиями другого человека. В отличие от обычного замешательства, косвенное замешательство вызывается не участием в неловком событии, а осознанием себя свидетелем (слушателем или зрителем) неловкого положения, в котором оказался другой человек. Эти эмоции могут восприниматься как просоциальные, и, по мнению ряда специалистов, их можно рассматривать как мотивацию к следованию определённому социально и культурно приемлемому поведению.
Испанский стыд часто рассматривают как противоположность злорадству, которое представляет собой чувство удовольствия или удовлетворения от несчастья, унижения или смущения другого человека.
Заместительное смущение отличается от эмоционального заражения, когда человек бессознательно имитирует эмоции, испытываемые другими. Эмоциональное заражение переживают оба индивида, что делает его общей эмоцией. Скрытое замешательство часто возникает даже тогда, когда индивид, переживающий неприятное событие, может не осознавать последствий. Чтобы действие считалось эмоциональным заражением, эта эмоция должна затронуть более одного участника, но в случае косвенных эмоций необходимо только, чтобы наблюдатель испытал эмоцию. Более того, косвенное замешательство может возникнуть даже тогда, когда наблюдатель полностью изолирован.
Сопутствующее смущение, как и другие косвенные эмоции, представляет собой симптомы, отражающие исходную эмоцию. Однако, в отличие от общих эмоций, переживание смущения наблюдателя зависит от того, как он обычно испытывает смущение. Люди, которым свойственна социальная тревожность, могут испытывать знакомые симптомы покраснения лица, повышения потоотделения, дрожи, сердцебиения и тошноты. Другие, менее серьёзные симптомы могут включать в себя поёживание, отведение взгляда или общий дискомфорт.

## Происхождение термина
Единого мнения о происхождении термина на сегодняшний день нет. Схожие аналоги встречаются и в других языках: например, в немецком (нем. Fremdschämen, «стыд за чужака») и в финском (фин. myötähäpeä). В русскоязычном сегменте интернета традиционно считается, что он появился в испанском языке (исп. Vergüenza Ajena, «позор за других»). Согласно этой теории, термин «испанский стыд»  якобы укоренился в Англии в 1990-х—2000-х годах, когда в Великобританию потоком хлынули дешёвые испанские комедийные и драматические сериалы. Их содержание и пустота героев были сделаны настолько некачественно и жалко, что у многих зрителей Великобритании появлялся стыд за их героев. Отсюда, по данной версии, и произошло название термина — «испанский стыд». Тем не менее, в английском языке для передачи этого переживания используется термин «кринж» (англ. cringe), а фраза «spanish shame» в нём отсутствует.

## Психологическая основа

### Эмпатия
Испанский стыд неразрывно связан с эмпатией — способностью переживать чувства другого человека, которое считается сильной эмоцией, способствующей самоотверженности, просоциальному поведению и групповым эмоциям, тогда как отсутствие эмпатии связано с антиобщественным поведением. В неловкой ситуации наблюдатель сочувствует жертве смущения, принимая на себя это чувство. Люди с повышенной эмпатией более подвержены косвенному смущению. Способность распознавать эмоции, вероятно, является врождённой, поскольку может быть достигнута бессознательно. Тем не менее, её можно тренировать и достигать распознавания чужих эмоций с разной степенью интенсивности или точности.

### Самопроекция
Психологическая проекция — это теория в психологии и психоанализе, согласно которой люди защищают себя от нежелательных эмоций, отрицая их существование в себе, приписывая их другим. Проекция считается нормальным, обычным процессом в повседневной жизни. Однако косвенное смущение и другие косвенные эмоции работают в обратном направлении, запуская процесс, называемый самопроекцией. Нежелательная эмоция переживается другим человеком, и наблюдатель проецирует на себя то, что он интерпретирует как соответствующую реакцию. Например, тот, кто часто и легко лжёт, может почувствовать косвенное смущение, проецируя на себя опыт попавшегося на лжи.

## Культурное значение
Смущающие ситуации часто возникают в социальных ситуациях в результате неспособности оправдать социальные ожидания и используются, чтобы помочь узнать, что считается культурно приемлемым, а что нет. В то время как смущение изолирует жертву на основе культурных предубеждений, косвенное смущение используется для поощрения просоциального поведения между жертвой и наблюдателем.

### Кринж-комедия
Смущающие ситуации уже давно используются в ситуационной комедии, скетч-комедии, драматической иронии и розыгрышах. Традиционно закадровый смех используется, чтобы помочь зрителям посмеяться в нужное время. Но по мере того, как закадровый смех перестали включать в ситкомы, неловкие ситуации стала сопровождать тишина, и появился комедийный жанр, известный как кринж-комедия, включивший в себя множество признанных критиками ситкомов, например таких, как американский телесериал «Офис».